# 姫のお夜食
『姫のお夜食』（ひめのおやしょく）は、2000年から2001年9月27日まで、中国放送（RCCテレビ）で断続的に放送されていたバラエティ番組である。4期に渡って月曜日から木曜日の深夜に放送されていた5分間番組。

## 概要
「最新の東京情報を広島に住んでいる若者に教えよう」との趣旨で放送された。
番組にはCMやファッション誌で活躍している女性タレントが出演した。また、2000年夏頃に放送された『シーズン2』には、後に人気タレントになった安めぐみや吉岡美穂も出演した。

## 放送時間
- 月曜日から木曜日 23:50 - 23:55（JST）

## 出演者
シーズン1
- あかぎあい
- 香坂真生
- 佐田真由美
- 八木沼真由子

シーズン2
- あかぎあい
- 北原まゆ
- 那由多遥
- 安めぐみ
- 吉岡美穂

シーズン3
- あかぎあい
- 麻川レイ
- 川口亜佐美
- 香坂真生

シーズン4（2001年7月23日 - 同年9月27日放送）
- あかぎあい
- カリーヌ
- 久遠さやか
- 平川由梨
- 松坂紗良